# Модель Хаббарда
Моде́ль Ха́ббарда — приближение, используемое в физике твёрдого тела для описания перехода между проводящим и диэлектрическим состояниями. Названа в честь Джона Хаббарда. Является простейшей моделью, описывающей взаимодействие частиц в решётке. Её гамильтониан содержит только два слагаемых: кинетический член, соответствующий туннелированию («перескокам») частиц между узлами решётки, и слагаемое, соответствующее внутриузельному взаимодействию. Частицы могут быть фермионами, как в исходной работе Хаббарда, а также бозонами.
Модель Хаббарда хорошо описывает поведение частиц в периодическом потенциале при достаточно низких температурах, когда все частицы находятся в нижней блоховской зоне, а дальними взаимодействиями можно пренебречь. Если учитывается взаимодействие между частицами на разных узлах, то такую модель часто называют «расширенной моделью Хаббарда».
Впервые модель была предложена (в 1963 году) для описания электронов в твёрдых телах. С тех пор особенно интересна при изучении высокотемпературной сверхпроводимости. Позднее стала использоваться при описании поведения ультрахолодных атомов в оптических решётках.
При рассмотрении электронов в твёрдых телах, модель Хаббарда можно считать усложнением модели сильно-связанных электронов, которая учитывает только перескоковый член гамильтониана. При сильных взаимодействиях они могут выдавать результаты, значительно отличающиеся друг от друга. При этом модель Хаббарда точно предсказывает существование так называемых изоляторов Мотта. В них проводимость отсутствует из-за сильного отталкивания между частицами.

## Теория
Модель Хаббарда основана на приближении сильно-связанных электронов. В приближении сильной связи электроны изначально занимают стандартные орбитали в атомах — узлах решётки, а затем перескакивают на другие атомы в процессе проведения тока. Математически это представляется т. н. «перескоковым интегралом». Его можно рассматривать как физический принцип, благодаря которому появляются электронные зоны в кристаллических материалах. Однако более общие зонные теории не прибегают к рассмотрению взаимодействия между электронами. Кроме перескокового интеграла, объясняющего проводимость материала, модель Хаббарда содержит также т. н. «внутриузельное отталкивание», соответствующее кулоновскому отталкиванию между электронами. Это приводит к конкуренции между перескоковым интегралом, зависящим от взаимного расположения узлов решётки, и внутриузельным отталкиванием, которое от расположения атомов не зависит. Благодаря этому факту модель Хаббарда объясняет переход проводник-диэлектрик в оксидах некоторых переходных металлов. При нагревании такого материала расстояние между ближайшими соседними узлами в нём увеличивается, перескоковый интеграл уменьшается, и внутриузельное отталкивание становится доминирующим фактором.

## Одномерная цепочка атомов водорода
В атоме водорода имеется только один электрон на т. н. s-орбитали. Этот электрон может быть описан своим спином: «спин вверх» ({\displaystyle \uparrow }), и «спин вниз» ({\displaystyle \downarrow }). На s-орбитали может находиться максимум два электрона с противоположными спинами (см. Принцип Паули).
Рассмотрим одномерную цепочку атомов водорода. В соответствии с зонной теорией, электроны на 1s-орбитали должны сформировать непрерывную энергетическую зону, заполненную ровно наполовину, и поэтому являющуюся зоной проводимости. То есть согласно обычной зонной теории одномерная цепочка атомов водорода должна быть проводящей.
Но теперь представим себе, что расстояние между соседними атомами постепенно увеличивается. В какой-то момент цепочка должна перестать проводить ток.
С другой стороны, в представлении модели Хаббарда, гамильтониан системы содержит два слагаемых. Первое из них — перескоковый интеграл «t», отвечающий за кинетическую энергию электронов. Второе — внутриузельное отталкивание «U», соответствующее потенциальной энергии кулоновского отталкивания электронов. Записанный во вторичном квантовании гамильтониан Хаббарда выглядит следующим образом:
{\displaystyle H=-t\sum _{\langle i,j\rangle ,\sigma }(c_{i,\sigma }^{\dagger }c_{j,\sigma }^{}+h.c.)+U\sum _{i=1}^{N}n_{i\uparrow }n_{i\downarrow },}
где {\displaystyle \langle i,j\rangle } означает ближайшие узлы в решётке, h. c. — эрмитово сопряжённое слагаемое.
Без второго слагаемого гамильтониан Хаббарда становится гамильтонианом сильной связи из стандартной зонной теории.
Если же второе слагаемое учитывается, мы получаем более реалистичную модель, объясняющую переход из проводящего состояния в диэлектрическое при увеличении межатомного расстояния. В пределе бесконечного межатомного расстояния (или без учёта первого члена гамильтониана) цепочка разбивается на совокупность изолированных магнитных моментов.